# Glen Wallace
Glen Wallace (Belfast, Condado de Antrim; 5 de mayo de 1976) es un actor británica, más conocido por haber interpretado a Malachy Fisher en la serie Hollyoaks.

## Carrera
El 8 de febrero de 2007 obtuvo su primer papel en la televisión cuando se unió al elenco principal de la exitosa serie británica Hollyoaks donde interpretó a Malachy Fisher, hasta el 18 de noviembre de 2010, después de que su personaje muriera debido a una infección.
En el 2008 interpretó de nuevo a Malachy, esta vez en el spin-off de la serie llamado Hollyoaks Later.
En el 2011 apareció como invitado en dos episodios de la serie Holby City donde interpretó a Andy Bryan, un antiguo amigo del cirujano Greg Douglas.
El 21 de abril de 2014 se unió al elenco invitado de la popular serie EastEnders donde interpreta al detective sargento Bryant, uno de los encargados de investigar el asesinato de Lucy Beale.

## Filmografía

### Películas
| Año  | Título                                  | Personaje      | Notas                                             |
| ---- | --------------------------------------- | -------------- | ------------------------------------------------- |
| 2011 | At Water's Edge                         | Jack Roberts   | junto a Andrea Irvine, Alan McKee y Peter O'Meara |
| 2006 | Mirror Mirror                           | Guy            | corto - junto a Alexa Brown                       |
| 2004 | Number One, Longing. Number Two, Regret | Novio de Illya | junto a Laurent Maurel y Jenny Agutter            |
| 2003 | Royal Flush                             | David          | -                                                 |
| 2003 | Holy Cross                              | Oficial Dunlop | -                                                 |

### Series de televisión
| Año         | Título              | Personaje                 | Notas                                   |
| ----------- | ------------------- | ------------------------- | --------------------------------------- |
| 2014 - 2016 | EastEnders          | Det. Sgto. Cameron Bryant | 33 episodios                            |
| 2016        | The Secret          | Trevor Buchanan           | 2 episodios - miniserie                 |
| 2015        | New Tricks          | Adam                      | episodio "Lottery Curse"                |
| 2013        | Emmerdale Farm      | Abogado                   | 2 episodios                             |
| 2013        | Doctors             | David Welsh               | episodio "Over a Barrel"                |
| 2011        | Holby City          | Andy Bryan                | 2 episodios                             |
| 2007 - 2010 | Hollyoaks           | Malachy Fisher            | 163 episodios                           |
| 2008        | Hollyoaks Later     | Malachy Fisher            | 5 episodios                             |
| 2006        | Wire in the Blood   | Mr. Michaels              | episodio "Torment"                      |
| 2005        | Casualty            | Bill Tree                 | episodio "Do They Know It's Christmas?" |
| 2003        | Battlefield Britain | David Johnston            | -                                       |

### Teatro
| Año  | Obra                            | Personaje           | Director (a)     | Teatro               |
| ---- | ------------------------------- | ------------------- | ---------------- | -------------------- |
| 2011 | Dockers                         | John Graham         | Andrew Flynn     | Lyric Theatre        |
| 2007 | Sleeping Beauty                 | Capitán Jack        | Simon Magill     | -                    |
| 2006 | Arms and the Man                | Sergius Saranoff    | Richard Croxford | Lyric Theatre        |
| 2005 | The Snow Queen                  | Ronnie/Elvis        | Richard Croxford | Lyric Theatre        |
| 2005 | Seagull's Dance (musical)       | Hanrahan            | Mark Clements    | -                    |
| 2004 | Stones in his Pockets           | Charlie Conlon      | Anne Marie Speed | -                    |
| 2003 | RE: Love                        | Steve               | Carol Metcalfe   | Bridewell Theatre    |
| 2003 | Blood Drive                     | Donador             | Carol Metcalfe   | Bridewell Theatre    |
| 2002 | Búsqueda, Royal Festival Hall   | Actor 6             | James MacMillen  | -                    |
| 2002 | Murder in Bridgport             | Sargento Sean Regan | Ken McClymont    | Old Red Lion Theatre |
| 2002 | Whistle Down the Wind (musical) | Oficial de Policía  | Bill Kenwright   | -                    |
| 2002 | Remember! Remember! (musical)   | Robert Cecil        | Mark Yexley      | Bridewell Theatre    |

## Premios y nominaciones
| Año  | Categoría                 | Premio                    | Serie     | Resultado |
| ---- | ------------------------- | ------------------------- | --------- | --------- |
| 2011 | Best Exit                 | British Soap Award        | Hollyoaks | Nominado  |
| 2010 | Best Actor                | British Soap Award        | Hollyoaks | Nominado  |
| 2010 | Best Soap Actor           | TV Quick and Choice Award | Hollyoaks | Nominado  |
| 2010 | Best Dramatic Performance | British Soap Award        | Hollyoaks | Nominado  |